# Kehri Jones
Kehri Jones (Fort Hood, 30 de noviembre de 1993) es una deportista estadounidense que compite en bobsleigh. Ganó una medalla de oro en el Campeonato Mundial de Bobsleigh de 2017, en la prueba doble.

## Palmarés internacional
| Campeonato Mundial | Campeonato Mundial   | Campeonato Mundial | Campeonato Mundial |
| Año                | Lugar                | Medalla            | Prueba             |
| ------------------ | -------------------- | ------------------ | ------------------ |
| 2017               | Königssee (Alemania) | Medalla de oro     | Doble              |